# TAF Linhas Aéreas

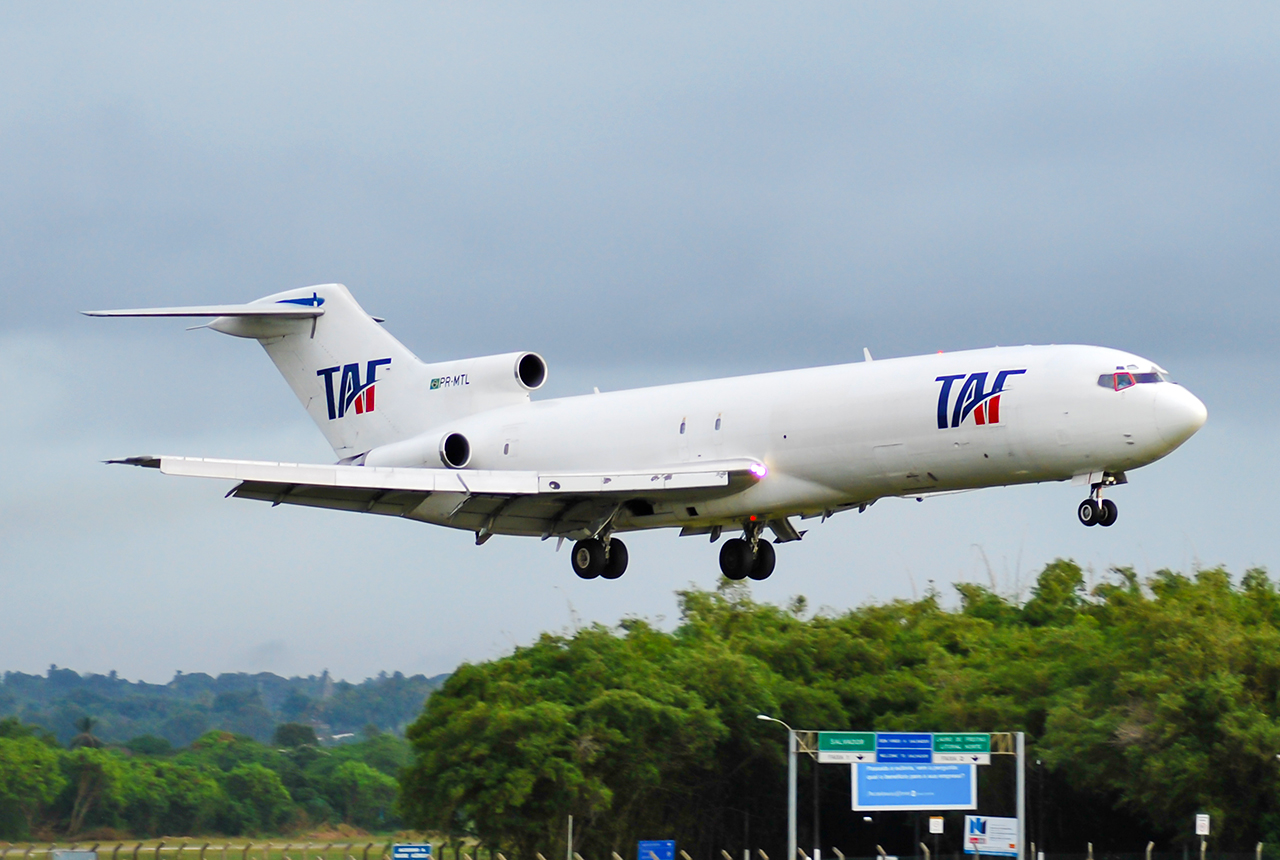
PR-MTL, um Boeing 727-200F/Adv da TAF Cargo em aproximação final no Aeroporto de Salvador em 21/04/2010.

A Transportes Aéreos Fortaleza S/A, conhecida pelo seu acrônimo TAF, foi uma companhia aérea brasileira com sede na cidade de Fortaleza, estado do Ceará. Atualmente existe uma parte dela operando como táxi aéreo esporádico, usando um Cessna 208 Caravan de prefixo PT-OGG.

## História
Empresa cearense de táxi aéreo sediada no Aeroporto Internacional de Fortaleza, a TAF, criada no início da década de 60, cresceu e resolveu entrar no mercado de voos regulares, com a desregulamentação promovida pelo governo. Em 17 de fevereiro de 1996, passou a se chamar TAF Linhas Aéreas S.A., começando a operar como linha aérea regional em 1º de março daquele mesmo ano. 
Operando inicialmente no transporte de passageiros e carga com nove aeronaves (quatro Cessna 208A Caravan, um 208B Grand Caravan e quatro Embraer EMB-110C Bandeirante) a TAF voava para Recife, Fortaleza, Sobral, Teresina, Parnaíba, Manaus, Belém,  Iguatu, Juazeiro, Natal, Mossoró, Fernando de Noronha e João Pessoa. A TAF planejava também a aquisição de dois Embraer EMB-120 Brasília, compra que nunca se concretizou. 
No final da década de 90, a TAF expandiu as suas atividades realizando o transporte de cargas para a RPN - Rede Postal Noturna dos Correios, principalmente no Estado de Ceará.
A TAF enfrentou a dura competição da Nordeste Linhas Aéreas e, no final do ano 2000, trouxe um Boeing 737-200C, com o qual faz voos cargueiros que ligam São Luis, Teresina, Brasília e Rio. Trouxe depois um Boeing 737-200QC (Quick Change), para 119 passageiros ou 15 toneladas de carga. 
Além de se dedicar principalmente ao setor de carga aérea, a TAF também realiza fretamentos contratados, especialmente para várias localidades nos Estados do Rio Grande do Norte e Pernambuco. Em 2003, a TAF incorporou mais dois Boeing 737-200 e um 727-200F. 
A empresa chegou a fazer 3 voos semanais de passageiros e carga de porão, ligando Fortaleza à Belém, Macapá ,Cayena (Guiana Francesa) e Paramaribo (Suriname). No entanto, a partir de janeiro de 2010 as operações regulares com passageiros foram suspensas, retendo-se apenas ao mercado de cargas e fretamentos. Em 2010, a Anac retirou a licença de vôo e várias aeronaves foram encostadas pelos aeroportos do Brasil, sendo 3 Boeing 737-200 e 2 Boeing 727-200 em Fortaleza.

## Frota
As Aeronaves na frota foram :
- 5 Boeing 737-200 (abandonados)
- 5 Boeing 727-200 (abandonados)
- 4 Cessna 208 Caravan (3 vendidos, atualmente 1)
- 3 Douglas DC-3 (aposentados)
- 2 Embraer EMB-110 Bandeirante (aposentados)

dentre vários executivos de aluguel e helicópteros.

### Destinos Internacionais
- América do Sul
  - Caiena- Guiana Francesa (CAY)
- América Central e Caribe
  - Aruba - Antilhas Holandesas

## Fim dos voos regulares e atuação no taxi-aéreo
A TAF não opera mais voos comerciais regulares, atuando atualmente no serviço de taxi-aéreo com base no Aeroporto Internacional Pinto Martins, em Fortaleza. A empresa opera um Cessna 208 Caravan.